# Laneuville-à-Rémy
Laneuville-à-Rémy is een gemeente in het Franse departement Haute-Marne in de regio Grand Est. De gemeente maakt deel uit van het arrondissement Saint-Dizier.

## Geschiedenis
In 1972 fuseerde de toenmalige gemeente Laneuville-à-Rémy met Robert-Magny tot de gemeente Robert-Magny-Laneuville-à-Rémy. Dit werd op 1 januari 2012 weer ongedaan gemmaakt. De nieuwe gemeente Laneuville-à-Rémy maakte deel uit van het kanton Montier-en-Der totdat dit op 22 maart 2015 werd opgeheven en de gemeenten werden opgenomen in het kanton Wassy.
Attancourt · Bailly-aux-Forges · Brousseval · Ceffonds · Domblain · Dommartin-le-Franc · Doulevant-le-Petit · Fays · Frampas · Laneuville-à-Rémy · Magneux · Montreuil-sur-Blaise · Morancourt · Planrupt · La Porte du Der · Rachecourt-Suzémont · Rives Dervoises · Sommancourt · Sommevoire · Thilleux · Troisfontaines-la-Ville · Valleret · Vaux-sur-Blaise · Ville-en-Blaisois · Voillecomte · Wassy
1. ↑  Populations de référence 2022.